# Trachinops noarlungae
Trachinops noarlungae är en fiskart som beskrevs av Glover, 1974. Trachinops noarlungae ingår i släktet Trachinops och familjen Plesiopidae. Inga underarter finns listade i Catalogue of Life.